# 네모토 케이코
네모토 케이코(일본어: 根本 圭子, 1979년 12월 10일 ~ )는 일본의 여성 성우. 지바현 출신. 81프로듀스 소속.